# لويس ميغيل رودريغيز
لويس ميغيل رودريغيز (بالإسبانية: Luis Miguel Rodríguez)‏ (1 يناير 1986 سان ميغيل دي توكومان الأرجنتين - ) هو لاعب كرة قدم أرجنتيني يلعب كمهاجم.

## مسيرته الكروية
لعب لويس ميغيل رودريغيز خلال مسيرته الاحترافية مع 3 أندية في ستة عشر موسمًا وسجل خلالها 121 هدف ضمن 307 مباراة. ولم يفز بأي موسم بالكأس أو بالدوري.
خاض لويس ميغيل رودريغيز مسيرته مع نادي أتليتيكو توكومان في موسم 2007–08 ليلعب معه ثلاثة عشر موسمًا، مشاركًا في 267 مباراة سجل خلالها 112 هدف. ثم انتقل إلى نادي أتليتيكو كولون في موسم 2018–19 ولمدة موسمين، حيث شارك في 26 مباراة سجل خلالها 6 أهداف.

## روابط خارجية
- لويس ميغيل رودريغيز على موقع قاعدة بيانات كرة القدم.إي يو (الإنجليزية)
- لويس ميغيل رودريغيز على موقع ناشيونال فوتبول تيمز (الإنجليزية)
- لويس ميغيل رودريغيز على موقع Soccerway.com (الإنجليزية)